# Lisa Ann Kelly
Laoise Ní Cheallaigh (Dublín, Irlanda 7 de mayo de 1977), conocida simplemente como Lisa Kelly, es una cantante irlandesa de música clásica y celta. Ha estado presente en variadas producciones teatrales y conciertos a lo largo de su carrera musical, y es una de las integrantes originales de la agrupación femenina Celtic Woman.

## Vida e Inicios
Lisa Kelly nació en Dublín, en el seno de una familia muy ligada a la música, tanto sus padres como sus hermanos. Lisa ha incursionado en el canto desde la corta edad de 7 años, cuando protagonizó la versión musical de "Bugsy Malone".
Sus padres están muy involucrados en lo que es el teatro de aficionados, lo cual influenció a Lisa a estudiar arte dramático, y música; practicando piano y canto.

## Carrera musical
Ha desempeñado varios papeles principales en destacadas producciones teatrales como "Velma Kelly" en la obra Chicago, "Florence" en Chess, "Laurey" en Oklahoma!, "Maria" en West Side Story y como "Sandy" en Grease.
Ella también ha tocado en una serie de conciertos en la Sala Nacional de Conciertos De Dublín, entre ellos "The Music of Cole Porter", "The Magic of Gershwin" y "From Romberg to Rodgers", y ha ganado numerosos premios a nivel nacional por el canto y el teatro.

## Riverdance
Después de tomar un descanso de su trabajo diario en la industria de la informática para volver al teatro, desempeñó el papel principal en la obra navideña "Jack and The Beanstalk" en el teatro Gaiety de Dublín. Tiempo después en 2000 realizó un casting para la producción estadounidense Riverdance — The Show donde resulta vocalista, posición que ocupó durante cinco años en las giras.
Al mismo tiempo que Lisa participaba de las giras de Riverdance, conoció al bailarín y productor Scott Porter, quién más tarde se convirtió en su marido, como también a la vocalista Lynn Hilary, quien posteriormente se integraría en 2007 al conjunto Celtic Woman como reemplazo de Méav Ní Mhaolchatha. Lisa fue una de las vocalistas de Riverdance que apareció en 2003 en la ceremonia de inauguración de los Juegos Olímpicos Especiales donde interpretó la canción 'Cloudsong' acompañada de Lynn Hilary al inicio del tema.

## Álbum en Solitario
En 2002 Lisa fue consultada por el productor David Downes para grabar un álbum en solitario bajo el sello discográfico Celtic Collections. El resultado fue Lisa; álbum lanzado en 2003, este álbum incluye variados temas como Carrickfergus, Siúil A Rún, The Deer's Cry, Lift The Wings, The Soft Goodbye, Home And The Heartland, Homecoming, Now We Are Free, Dubhdarra, May It Be y Send Me A Song

## Celtic Woman
Lisa nuevamente se contactó con Downes en 2004, y éste le pidió formar parte de Celtic Woman, originalmente previsto como un concierto de una sola noche en el Teatro Hélix de Dublín. Desde entonces el grupo ha publicado numerosas producciones en CD, como también las presentaciones oficiales de cada álbum en DVD respectivamente. Según ella aceptó un lugar en Celtic Woman porque «No tenía nada más que hacer ese día».
Ella no conocía a ninguna de las otras artistas invitadas para esa noche. Lisa ha participado casi en la totalidad de las giras de Celtic Woman desde sus inicios, al igual que en las producciones en DVD de sus conciertos.
Lisa ha interpretado varias canciones en Celtic Woman. Ha cantado Send Me A Song y The Blessing ambas escritas e interpretadas en piano por David Downes, estas son las primeras canciones de Kelly en los inicios del grupo. Otro reconocido tema es Green The Whole Year Round el cual fue incluido en el repertorio de la presentación en DVD A Christmas Celebration y en el álbum The Greatest Journey. Lisa ha interpretado The Voice en el álbum A New Journey. Otro de los temas más destacados y connotados interpretados por Kelly es May It Be; parte de la banda sonora de la película 
The Lord Of The Rings: The Fellowship Of The Ring compuesto por Enya y Roma Ryan en 2001.

## Otros
En 2009, Lisa Kelly interpretó la canción If You Believe tema principal de la película de Disney Tinker Bell and the Lost Treasure. Lisa fue una de las cuatro personas de involucradas con Celtic Woman contactadas para participar en el soundtrack de la película los otros miembros son la violinista Máiréad Nesbitt, el compositor y director musical David Downes y la exintegrante de la agrupación Méav Ní Mhaolchatha. En diciembre de 2011, Lisa anunció que tomaría un permiso de maternidad y que no participaría en la gira de 2012 Believe Tour. En reemplazo llegó la actriz y cantante Susan McFadden. Hasta el momento la ausencia de Kelly solo se interpretaba en un corto período; sin embargo en enero de 2013 Lisa informó sobre su salida del grupo y se trasladó a Peachtree City, Georgia, Estados Unidos, donde anunció la apertura de la academia de canto The Lisa Kelly Voice Academy lo que indica un cambio en la forma de enseñar. La nueva academia de canto se está llevando a cabo en colaboración con su marido Scott Porter exgerente general de Celtic Woman Ltd.

## Vida personal
Lisa Kelly está casada con el bailarín australiano Scott Porter, ellos tienen cuatro hijos, sus hijos Cian, Jack, Harry (nacido en junio de 2012), y su hija Ellie. Ella los llama "«Las manos abajo, las partes más importantes de mi vida»", ellos la acompañan en sus giras cuando no asisten a clases. Helen Kelly la hermana de Lisa ha participado en el coro de Celtic Woman.

## Discografía
- Lisa (2003), (2006)
- Celtic Woman (2005)
- Celtic Woman: A Christmas Celebration (2006)
- Celtic Woman: A New Journey (2007)
- Celtic Woman: The Greatest Journey (2008)
- Celtic Woman: Songs From The Heart (2010)
- Celtic Woman: Lullaby (2011)
- Celtic Woman: Believe (2012)
- Christmas Everywhere (Single) (2014)